# Volkci
Volkci (znanstveno ime Myrmeleontidae) so družina pravih mrežekrilcev, v katero uvrščamo približno 2000 danes znanih vrst, ki živijo večinoma v sušnih, peščenih okoljih. Širše znani so predvsem po načinu lova ličink, ki kopljejo lijake v pesku in na dnu prežijo na plen, ki pade vanje, čeprav to počnejo le redke vrste.
Kot družina so razširjeni po vsem svetu, največjo vrstno pestrost pa dosegajo v toplejših predelih. Nekaj vrst poseljuje tudi območja z zmernim podnebjem. Za Slovenijo je znanih šest vrst, od katerih sta najbolj razširjena navadni in nekoliko manj pegasti volkec, ličinke obeh delajo lijake. Ostale vrste so redke.

## Telesne značilnosti
Odrasli spominjajo na enakokrile kačje pastirje, od katerih pa imajo mehkejše telo in popolnoma drugačno ožiljenje kril. Ta so lahko popolnoma prosojna ali z različnimi vzorci lis ter šibka, volkci so namreč slabotni letalci. Drugačne od kačjih pastirjev so tudi tipalnice, ki so pri volkcih razmeroma dolge, z betičastimi konicami.
Ličinke imajo valjasto telo, pokrito s čutilnimi dlačicami, najočitnejša značilnost pa so dolge, srpasto zakrivljene čeljusti, ki jih uporabljajo za lov. Na vsaki strani se maksila in mandibula tesno prilegata in tvorita par kanalov za sesanje, kar je posebnost volkcev.